# ريبيل فالي (دائرة انتخابية في المملكة المتحدة)
ريبيل فالي (بالإنجليزية: Ribble Valley)‏ هي إحدى الدوائر الانتخابية في المملكة المتحدة الممثلة في مجلس العموم في برلمان المملكة المتحدة.
عضو البرلمان الذي يمثلها حالياً هو :Mr Nigel Evans (Con).